# Riga Grand Prix
El Riga Grand Prix es una carrera ciclista profesional de una sola etapa que se disputa en Riga (Letonia). 
Se disputó por primera vez el año 2006 hasta el 2008 formando parte del UCI Europe Tour, dentro en la categoría 1.2 (última categoría del profesionalismo). Posteriormente en las ediciones de 2009 a 2011 se recalificó como evento nacional, volviendo al UCI Europe Tour en 2012 y en la misma categoría (1.2).
En 2013 elevó la categoría a 1.1, y cambió su nombre a Riga-Jurmala Grand Prix, uniendo en su recorrido ambas ciudades con una pasaje previo por Milzkalne
No siempre tuvo por el mismo trazado ya que este varió de los casi 170 km de la primera edición a los 161 km de la última.
Ningún corredor se impuso en más de una ocasión.

## Palmarés
En amarillo: edición amateur.
| Año  | Ganador           | Segundo             | Tercero             |
| ---- | ----------------- | ------------------- | ------------------- |
| 2006 | Sergey Kolesnikov | Aleksejs Saramotins | Vasil Kiryienka     |
| 2007 | Gatis Smukulis    | Aleksejs Saramotins | Tanel Kangert       |
| 2008 | Normunds Lasis    | Erki Pütsep         | Aleksejs Saramotins |
| 2009 | Herberts Pudans   | Sten Sarv           | Vitälijs Kornilovs  |
| 2010 | Toms Skujinš      | Reijo Puhm          | Andris Smirnovs     |
| 2011 | Andris Vosekalns  | Viesturs Lukševics  | Valdis Žogota       |
| 2012 | Andžs Flaksis     | Erki Pütsep         | René Mandri         |
| 2013 | Francesco Chicchi | Marco Benfatto      | Martin Laas         |

## Palmarés por países
| País    | Victorias |
| ------- | --------- |
| Letonia | 6         |
| Rusia   | 1         |
| Italia  | 1         |